# Großer Preis von Spanien 2021
Der Große Preis von Spanien 2021 (offiziell Formula 1 Aramco Gran Premio De España 2021) fand am 9. Mai auf dem Circuit de Barcelona-Catalunya in Montmeló statt und war das vierte Rennen der Formel-1-Weltmeisterschaft 2021.

## Berichte

### Hintergründe
Der Große Preis von Spanien war nach ursprünglicher Planung das fünfte Rennen der Formel-1-Weltmeisterschaft 2021. Im Januar 2021 wurde der ursprünglich als Saisonauftakt vorgesehene Große Preis von Australien auf November verschoben, womit der Große Preis von Spanien an die vierte Stelle im Rennkalender vorrückte; das Datum am 9. Mai wurde dabei allerdings beibehalten.
Nach dem Großen Preis von Portugal führte Lewis Hamilton in der Fahrerwertung mit acht Punkten vor Max Verstappen und mit 32 Punkten vor Lando Norris. In der Konstrukteurswertung führte Mercedes mit 18 Punkten vor Red Bull Racing und mit 48 Punkten vor McLaren.
Im Vergleich zu den Vorjahren gab es eine Änderung an der Strecke: Kurve zehn und Kurve elf waren nun langgezogen und gingen ineinander über. Bislang waren dort zwei engere Kurven vorhanden, die durch eine kurze Gerade verbunden waren. Die Länge der Rennstrecke erhöhte sich somit um 20 Meter auf 4,675 km.
Beim Großen Preis von Spanien stellte Pirelli den Fahrern die Reifenmischungen P Zero Hard (weiß, Mischung C1), P Zero Medium (gelb, C2) und P Zero Soft (rot, C3), sowie für nasse Bedingungen Cinturato Intermediates (grün) und Cinturato Full-Wets (blau) zur Verfügung.
Hamilton, George Russell (jeweils sechs), Norris, Sebastian Vettel (jeweils fünf), Sergio Pérez, Kimi Räikkönen, Lance Stroll (jeweils vier), Antonio Giovinazzi, Charles Leclerc (jeweils drei), Nikita Masepin, Esteban Ocon, Daniel Ricciardo, Carlos Sainz jr. und Yuki Tsunoda (jeweils einer) gingen mit Strafpunkten ins Rennwochenende.
Mit Hamilton (fünfmal), Räikkönen, Fernando Alonso (jeweils zweimal), Vettel und Verstappen (jeweils einmal) traten fünf ehemalige Sieger zu diesem Grand Prix an.
Als Rennkommissare für dieses Rennwochenende fungierten Tim Mayer (USA), Vincenzo Spano (VEN), Derek Warwick (GBR) und David Domingo (ESP).

### Training
Valtteri Bottas fuhr im ersten freien Training in 1:18.504 Minuten die Bestzeit vor Verstappen und Hamilton. Das Training wurde unterbrochen, nachdem sich Robert Kubica ins Kiesbett drehte und dort steckenblieb.
Im zweiten freien Training war Hamilton mit einer Rundenzeit von 1:18,170 Minuten Schnellster vor Bottas und Leclerc. Sainz jr. sorgte nach rund zehn Minuten für eine virtuelle-Safety-Car-Phase, da er ein Teil an seinem Wagen verlor.
Im dritten freien Training fuhr Verstappen mit 1:17,835 Minuten die Bestzeit vor Hamilton und Leclerc.

### Qualifying
Aufgrund von Reparaturarbeiten an der Streckenbegrenzung im Bereich von Kurve neun begann das Qualifying mit zehn Minuten Verspätung.
Das Qualifying bestand aus drei Teilen mit einer Nettolaufzeit von 45 Minuten. Im ersten Qualifying-Segment (Q1) hatten die Fahrer 18 Minuten Zeit, um sich für das Rennen zu qualifizieren. Alle Fahrer, die im ersten Abschnitt eine Zeit erzielten, die maximal 107 Prozent der schnellsten Rundenzeit betrug, qualifizierten sich für den Grand Prix. Die besten 15 Fahrer erreichten den nächsten Teil. Norris war Schnellster. Die Haas-Piloten, Nicholas Latifi, Räikkönen und Tsunoda schieden aus.
Der zweite Abschnitt (Q2) dauerte 15 Minuten. Die schnellsten zehn Piloten qualifizierten sich für den dritten Teil des Qualifyings und mussten mit den hier verwendeten Reifen das Rennen starten, alle anderen hatten freie Reifenwahl für den Rennstart. Alle Fahrer erzielten ihre schnellste Rundenzeit auf der Soft-Mischung. Verstappen war Schnellster. Russell, Giovinazzi, die Aston-Martin-Piloten und Pierre Gasly schieden aus.
Der finale Abschnitt (Q3) ging über eine Zeit von zwölf Minuten, in denen die ersten zehn Startpositionen vergeben wurden. Hamilton fuhr mit einer Rundenzeit von 1:16,741 Minuten die Bestzeit vor Verstappen und Bottas. Es war die 100. Pole-Position für Hamilton in der Formel-1-Weltmeisterschaft.

### Rennen
Beim Start überholte Verstappen in der ersten Kurve Hamilton und übernahm die Führung des Rennens. Dahinter musste Bottas ebenfalls Leclerc den Vortritt lassen. In der Rangliste folgten dann Ricciardo, Pérez, Ocon und Sainz jr.
In der siebten Runde, am Ausgang von Kurve 10, blieb Tsunoda in einer gefährlichen Position stehen, sodass die Rennleitung gezwungen war, das Safety-Car auf die Strecke zu schicken. Einer der wenigen Fahrer, die sich für einen Reifenwechsel entschieden, war Giovinazzi, doch sein Stopp dauert lange, da einer der Reifen platt war, was Alfa Romeo Racing dazu zwang, den gesamten bereits vorbereiteten Reifensatz auszutauschen.
Beim Restart blieb die Rangliste unverändert, auch wenn Leclerc in der ersten Kurve versuchte, an Hamilton vorbeizukommen, es ihm jedoch nicht gelang. Verstappen hatte in Runde 15 einen Vorsprung von 1,1 Sekunden auf Hamilton, 5,4 Sekunden auf Leclerc, 6,6 Sekunden auf Bottas und 11,3 Sekunden auf Ricciardo. Zwischen der 21. und 22. Runde legten viele Fahrer ihre Stopps ein, alle mit Reifen mittlerer Mischung. In der 23. Runde stoppten Bottas, Ocon und Norris, während in der folgenden Runde Verstappen an der Reihe war. Als er auf die Strecke zurückkehrte, stand der Niederländer vor seinem Teamkollegen Pérez, der ihm den Weg freimachte. Auch Ricciardo absolvierte in der 25. Runde seinen Boxenstopp.
Hamilton lag an der Spitze, gefolgt von Leclerc und Verstappen mit mehr als 19 Sekunden Rückstand. Pérez stoppte in der 27. Runde und kehrte als Achter ins Rennen zurück. Eine Runde später stoppten auch Hamilton und Leclerc und entschieden sich wie ihre Vorgänger für Medium-Reifen. Der Brite kehrte hinter Verstappen ins Rennen zurück. Nach den Stopps übernahm Bottas den dritten Platz vor Leclerc. An fünfter Stelle war Ricciardo, gefolgt von Pérez und Sainz jr.
Hamilton schien in der Lage zu sein, an Verstappen heranzukommen. Überraschenderweise rief Mercedes den Briten in der 42. Runde zum zweiten Mal an die Box: Der Weltmeister wechselte erneut auf Medium-Reifen und kam als Dritter auf die Strecke zurück, mehr als 22 Sekunden hinter der Spitze. In der 45. Runde übernahm Pérez den fünften Platz von Ricciardo.
Runde für Runde verringerte Hamilton zunächst den Rückstand auf Bottas, überholte ihn in der 52. Runde und machte sich dann auf die Verfolgung von Verstappen. Der Finne hielt kurz darauf zum zweiten Stopp an, um die schnellste Runde zu fahren. Bottas kehrte hinter Leclerc ins Rennen zurück, der jedoch nach vier Runden den vorläufigen dritten Platz abgeben musste. Das Überholen um die Führung erfolgte in der 59. Runde. Auch der Niederländer folgte der gleichen Entscheidung wie Bottas: Er fuhr an die Box, montierte weiche Reifen und suchte nach der schnellsten Runde, die ihm den Extrapunkt einbringen sollte. Der Red Bull Racing-Fahrer schaffte es in der 62. Runde.
Hamilton gewann zum 98. Mal einen Grand Prix. Verstappen und Bottas komplettieren das Podium. Die restlichen Punkteplatzierungen belegten Leclerc, Pérez, Ricciardo, Sainz jr., Norris, Ocon und Gasly.
In der Fahrerwertung baute Hamilton seinen Vorsprung gegenüber Verstappen aus. Bottas überholte dahinter Norris und war nun Dritter. In der Konstrukteurswertung blieben die ersten drei Positionen unverändert.

## Meldeliste
| Team                            | Nr. | Fahrer             | Chassis                           | Motor                             | Reifen |
| ------------------------------- | --- | ------------------ | --------------------------------- | --------------------------------- | ------ |
| Mercedes-AMG Petronas F1 Team   | 44  | Lewis Hamilton     | Mercedes-AMG F1 W12 E Performance | Mercedes-AMG F1 M12 E Performance | P      |
| Mercedes-AMG Petronas F1 Team   | 77  | Valtteri Bottas    | Mercedes-AMG F1 W12 E Performance | Mercedes-AMG F1 M12 E Performance | P      |
| Red Bull Racing Honda           | 33  | Max Verstappen     | Red Bull Racing RB16B             | Honda RA621H                      | P      |
| Red Bull Racing Honda           | 11  | Sergio Pérez       | Red Bull Racing RB16B             | Honda RA621H                      | P      |
| McLaren F1 Team                 | 03  | Daniel Ricciardo   | McLaren MCL35M                    | Mercedes-AMG F1 M12 E Performance | P      |
| McLaren F1 Team                 | 04  | Lando Norris       | McLaren MCL35M                    | Mercedes-AMG F1 M12 E Performance | P      |
| Aston Martin Cognizant F1 Team  | 18  | Lance Stroll       | Aston Martin AMR21                | Mercedes-AMG F1 M12 E Performance | P      |
| Aston Martin Cognizant F1 Team  | 05  | Sebastian Vettel   | Aston Martin AMR21                | Mercedes-AMG F1 M12 E Performance | P      |
| Alpine F1 Team                  | 14  | Fernando Alonso    | Alpine A521                       | Renault E-Tech 20B                | P      |
| Alpine F1 Team                  | 31  | Esteban Ocon       | Alpine A521                       | Renault E-Tech 20B                | P      |
| Scuderia Ferrari Mission Winnow | 16  | Charles Leclerc    | Ferrari SF21                      | Ferrari 065/6                     | P      |
| Scuderia Ferrari Mission Winnow | 55  | Carlos Sainz jr.   | Ferrari SF21                      | Ferrari 065/6                     | P      |
| Scuderia AlphaTauri Honda       | 22  | Yuki Tsunoda       | AlphaTauri AT02                   | Honda RA621H                      | P      |
| Scuderia AlphaTauri Honda       | 10  | Pierre Gasly       | AlphaTauri AT02                   | Honda RA621H                      | P      |
| Alfa Romeo Racing Orlen         | 07  | Kimi Räikkönen     | Alfa Romeo Racing C41             | Ferrari 065/6                     | P      |
| Alfa Romeo Racing Orlen         | 88  | Robert Kubica      | Alfa Romeo Racing C41             | Ferrari 065/6                     | P      |
| Alfa Romeo Racing Orlen         | 99  | Antonio Giovinazzi | Alfa Romeo Racing C41             | Ferrari 065/6                     | P      |
| Uralkali Haas F1 Team           | 09  | Nikita Masepin     | Haas VF-21                        | Ferrari 065/6                     | P      |
| Uralkali Haas F1 Team           | 47  | Mick Schumacher    | Haas VF-21                        | Ferrari 065/6                     | P      |
| Williams Racing                 | 63  | George Russell     | Williams FW43B                    | Mercedes-AMG F1 M12 E Performance | P      |
| Williams Racing                 | 45  | Roy Nissany        | Williams FW43B                    | Mercedes-AMG F1 M12 E Performance | P      |
| Williams Racing                 | 06  | Nicholas Latifi    | Williams FW43B                    | Mercedes-AMG F1 M12 E Performance | P      |

Anmerkungen
1. 1 2  Der Alfa Romeo Racing mit der Startnummer 88 wurde im ersten freien Training für Kubica eingesetzt. Räikkönen übernahm das Fahrzeug anschließend für das restliche Rennwochenende mit seiner Startnummer 7.
2. 1 2  Der Williams mit der Startnummer 45 wurde im ersten freien Training für Nissany eingesetzt. Russell übernahm das Fahrzeug anschließend für das restliche Rennwochenende mit seiner Startnummer 63.

## Klassifikationen

### Qualifying
| Pos.                                                                      | Fahrer             | Konstrukteur              | Q1       | Q2       | Q3       | Start |
| ------------------------------------------------------------------------- | ------------------ | ------------------------- | -------- | -------- | -------- | ----- |
| 01                                                                        | Lewis Hamilton     | Mercedes                  | 1:18,245 | 1:17,166 | 1:16,741 | 01    |
| 02                                                                        | Max Verstappen     | Red Bull Racing-Honda     | 1:18,090 | 1:16,922 | 1:16,777 | 02    |
| 03                                                                        | Valtteri Bottas    | Mercedes                  | 1:18,005 | 1:17,142 | 1:16,873 | 03    |
| 04                                                                        | Charles Leclerc    | Ferrari                   | 1:18,041 | 1:17,717 | 1:17,510 | 04    |
| 05                                                                        | Esteban Ocon       | Alpine-Renault            | 1:18,281 | 1:17,743 | 1:17,580 | 05    |
| 06                                                                        | Carlos Sainz jr.   | Ferrari                   | 1:18,205 | 1:17,656 | 1:17,620 | 06    |
| 07                                                                        | Daniel Ricciardo   | McLaren-Mercedes          | 1:18,264 | 1:17,719 | 1:17,622 | 07    |
| 08                                                                        | Sergio Pérez       | Red Bull Racing-Honda     | 1:18,203 | 1:17,669 | 1:17,701 | 08    |
| 09                                                                        | Lando Norris       | McLaren-Mercedes          | 1:17,821 | 1:17,696 | 1:18,010 | 09    |
| 10                                                                        | Fernando Alonso    | Alpine-Renault            | 1:18,281 | 1:17,966 | 1:18,147 | 10    |
| 11                                                                        | Lance Stroll       | Aston Martin-Mercedes     | 1:18,241 | 1:17,974 | –        | 11    |
| 12                                                                        | Pierre Gasly       | AlphaTauri-Honda          | 1:18,190 | 1:17,982 | –        | 12    |
| 13                                                                        | Sebastian Vettel   | Aston Martin-Mercedes     | 1:18,289 | 1:18,079 | –        | 13    |
| 14                                                                        | Antonio Giovinazzi | Alfa Romeo Racing-Ferrari | 1:18,549 | 1:18,356 | –        | 14    |
| 15                                                                        | George Russell     | Williams-Mercedes         | 1:18,445 | 1:19,154 | –        | 15    |
| 16                                                                        | Yuki Tsunoda       | AlphaTauri-Honda          | 1:18,556 | –        | –        | 16    |
| 17                                                                        | Kimi Räikkönen     | Alfa Romeo Racing-Ferrari | 1:18,917 | –        | –        | 17    |
| 18                                                                        | Mick Schumacher    | Haas-Ferrari              | 1:19,117 | –        | –        | 18    |
| 19                                                                        | Nicholas Latifi    | Williams-Mercedes         | 1:19,219 | –        | –        | 19    |
| 20                                                                        | Nikita Masepin     | Haas-Ferrari              | 1:19,807 | –        | –        | 20    |
| 107-Prozent-Zeit: 1:23,268 min (bezogen auf Q1-Bestzeit von 1:17,821 min) |                    |                           |          |          |          |       |

### Rennen
| Pos. | Fahrer             | Konstrukteur              | Runden | Stopps | Zeit        | Start | Schnellste Runde |
| ---- | ------------------ | ------------------------- | ------ | ------ | ----------- | ----- | ---------------- |
| 01   | Lewis Hamilton     | Mercedes                  | 66     | 2      | 1:33:07,680 | 01    | 1:20,665 (54.)   |
| 02   | Max Verstappen     | Red Bull Racing-Honda     | 66     | 2      | + 15,841    | 02    | 1:18,149 (62.)   |
| 03   | Valtteri Bottas    | Mercedes                  | 66     | 2      | + 26,610    | 03    | 1:19,430 (65.)   |
| 04   | Charles Leclerc    | Ferrari                   | 66     | 2      | + 54,616    | 04    | 1:20,459 (64.)   |
| 05   | Sergio Pérez       | Red Bull Racing-Honda     | 66     | 2      | + 1:03,671  | 08    | 1:19,483 (60.)   |
| 06   | Daniel Ricciardo   | McLaren-Mercedes          | 66     | 2      | + 1:13,768  | 07    | 1:21,853 (60.)   |
| 07   | Carlos Sainz jr.   | Ferrari                   | 66     | 2      | + 1:14,670  | 06    | 1:21,568 (53.)   |
| 08   | Lando Norris       | McLaren-Mercedes          | 65     | 2      | + 1 Runde   | 09    | 1:21,279 (56.)   |
| 09   | Esteban Ocon       | Alpine-Renault            | 65     | 1      | + 1 Runde   | 05    | 1:23,311 (46.)   |
| 10   | Pierre Gasly       | AlphaTauri-Honda          | 65     | 2      | + 1 Runde   | 12    | 1:21,375 (64.)   |
| 11   | Lance Stroll       | Aston Martin-Mercedes     | 65     | 2      | + 1 Runde   | 11    | 1:22,607 (47.)   |
| 12   | Kimi Räikkönen     | Alfa Romeo Racing-Ferrari | 65     | 1      | + 1 Runde   | 17    | 1:22,868 (54.)   |
| 13   | Sebastian Vettel   | Aston Martin-Mercedes     | 65     | 2      | + 1 Runde   | 13    | 1:22,820 (56.)   |
| 14   | George Russell     | Williams-Mercedes         | 65     | 2      | + 1 Runde   | 15    | 1:23,208 (30.)   |
| 15   | Antonio Giovinazzi | Alfa Romeo Racing-Ferrari | 65     | 2      | + 1 Runde   | 14    | 1:22,802 (42.)   |
| 16   | Nicholas Latifi    | Williams-Mercedes         | 65     | 3      | + 1 Runde   | 19    | 1:22,905 (57.)   |
| 17   | Fernando Alonso    | Alpine-Renault            | 65     | 2      | + 1 Runde   | 10    | 1:21,182 (63.)   |
| 18   | Mick Schumacher    | Haas-Ferrari              | 64     | 2      | + 2 Runden  | 18    | 1:22,637 (54.)   |
| 19   | Nikita Masepin     | Haas-Ferrari              | 64     | 2      | + 2 Runden  | 20    | 1:24,040 (45.)   |
| –    | Yuki Tsunoda       | AlphaTauri-Honda          | 6      | 0      | DNF         | 16    | 1:24,825 (05.)   |

## WM-Stände nach dem Rennen
Die ersten zehn des Rennens bekamen 25, 18, 15, 12, 10, 8, 6, 4, 2 bzw. 1 Punkt(e). Zusätzlich gab es einen Punkt für die schnellste Rennrunde, da der Fahrer unter den ersten Zehn landete.

### Fahrerwertung
| Pos. | Fahrer           | Konstrukteur          | Punkte |
| ---- | ---------------- | --------------------- | ------ |
| 01   | Lewis Hamilton   | Mercedes              | 94     |
| 02   | Max Verstappen   | Red Bull Racing-Honda | 80     |
| 03   | Valtteri Bottas  | Mercedes              | 47     |
| 04   | Lando Norris     | McLaren-Mercedes      | 41     |
| 05   | Charles Leclerc  | Ferrari               | 40     |
| 06   | Sergio Pérez     | Red Bull Racing-Honda | 32     |
| 07   | Daniel Ricciardo | McLaren-Mercedes      | 24     |
| 08   | Carlos Sainz jr. | Ferrari               | 20     |
| 09   | Esteban Ocon     | Alpine-Renault        | 10     |
| 10   | Pierre Gasly     | AlphaTauri-Honda      | 8      |

| Pos. | Fahrer             | Konstrukteur              | Punkte |
| ---- | ------------------ | ------------------------- | ------ |
| 11   | Lance Stroll       | Aston Martin-Mercedes     | 5      |
| 12   | Fernando Alonso    | Alpine-Renault            | 5      |
| 13   | Yuki Tsunoda       | AlphaTauri-Honda          | 2      |
| 14   | Kimi Räikkönen     | Alfa Romeo Racing-Ferrari | 0      |
| 15   | Antonio Giovinazzi | Alfa Romeo Racing-Ferrari | 0      |
| 16   | Sebastian Vettel   | Aston Martin-Mercedes     | 0      |
| 17   | George Russell     | Williams-Mercedes         | 0      |
| 18   | Mick Schumacher    | Haas-Ferrari              | 0      |
| 19   | Nicholas Latifi    | Williams-Mercedes         | 0      |
| 20   | Nikita Masepin     | Haas-Ferrari              | 0      |

### Konstrukteurswertung
| Pos. | Konstrukteur          | Punkte |
| ---- | --------------------- | ------ |
| 1    | Mercedes              | 141    |
| 2    | Red Bull Racing-Honda | 112    |
| 3    | McLaren-Mercedes      | 65     |
| 4    | Ferrari               | 60     |
| 5    | Alpine-Renault        | 15     |

| Pos. | Konstrukteur              | Punkte |
| ---- | ------------------------- | ------ |
| 06   | AlphaTauri-Honda          | 10     |
| 07   | Aston Martin-Mercedes     | 5      |
| 08   | Alfa Romeo Racing-Ferrari | 0      |
| 09   | Williams-Mercedes         | 0      |
| 10   | Haas-Ferrari              | 0      |